# Албергария, Лопу Суариш ди

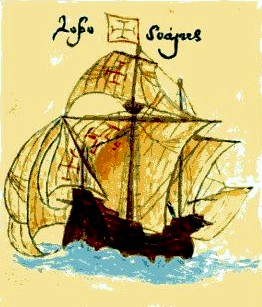
Корабль Лопу Суареша

Ло́пу Суа́реш де Албергари́я (порт. Lopo Soares de Albergaria, иногда встречается порт. Lopo Soares de Alvarenga, часто упоминается просто как порт. Lopo Soares) (1442, Лиссабон — 1520, Торреш Ведраш) — 3-й губернатор Португальской Индии, сменивший в 1515 году предыдущего губернатора Афонсу де Албукерке.
Лопу Суареш родился в Португалии в дворянской семье, близкой к могущественному роду Алмейда (порт. Conde de Abrantes). Год рождения обычно указывается как 1442, хотя иногда в качестве такового упоминается 1460 год. Насчёт даты смерти тоже нет абсолютной уверенности, хотя 1520 год представляется наиболее достоверным. Избрал карьеру военного, в 1495—1499 годах служил офицером в крепости Эльмина, расположенной в Гвинейском заливе на побережье Западной Африки.
В 1504 году Лопу Суареш возглавил 6-ю Индийскую армаду Португалии. Плавание в Индию, продолжавшееся около года, оказалось самым успешным за всю историю португальских морских экспедиций — всего один корабль был потерян, груз специй в трюмах принёс небывалую прибыль. Экспедиция даже умудрилась найти три корабля предыдущей флотилии 1503 года, починить их и привести в Португалию, так что Лопу Суареш возвратился с бо́льшим количеством кораблей, чем имел при отплытии. Успех экспедиции поставил Лопу Суареша в ряд выдающихся мореходов Португалии перед лицом короля Мануэла I.
В 1515 году король Мануэл I назначил Лопу Суареша Губернатором Португальской Индии на смену Афонсу де Албукерке. Он отплыл из Лиссабона 7 апреля 1515 года во главе флотилии из 17 кораблей. Флотилия зашла в Красное Море, так как в планах экспедиции был обмен посольством с эфиопским императором Давидом II. Лопу Суареш достиг только архипелага Дахлак, так как португальский посол Дуарте Галван (порт. Duarte Galvão) умер на острове  Камаран в Йемене. Обмен посольствами смог осуществить только следующий губернатор Португальской Индии — Диогу Лопеш де Секейра в 1520 году.
В 1518 году Лопу Суареш захватил Цейлон, основав в Коломбо форт Носса-Сеньора-даш-Виртудеш (порт. Nossa Senhora das Virtudes или порт. Santa Bárbara).